# Port maritime de Bastia

## Historique et usage
Le port moderne a été **inauguré en 1972** afin de pallier la saturation du Vieux‑Port, historiquement destiné à la pêche et à la plaisance. Il constitue aujourd’hui le **principal axe de liaison maritime** entre la Corse et le continent (France, Italie), desservi par plusieurs compagnies (Corsica Ferries, Corsica Linea, Moby Lines, etc.). 

## Description
Le port de commerce de Bastia est le principal port maritime de la ville de Bastia, situé sur la côte nord-est de la Corse. Mis en service en 1972 pour désengorger le Vieux-Port, il accueille aujourd’hui la majorité du trafic passagers et marchandises de l’île. Relié quotidiennement au continent par des liaisons régulières avec Marseille, Toulon, Nice, ainsi qu’avec plusieurs ports italiens, il constitue un nœud stratégique pour le transport maritime en Méditerranée occidentale. Il est géré par la Chambre de commerce et d’industrie de Bastia et de la Haute-Corse.